# Berejnîțea, Manevîci
Berejnîțea (în ucraineană Бережниця) este un sat în comuna Troianivka din raionul Manevîci, regiunea Volînia, Ucraina.

## Demografie
Componența lingvistică a localității Berejnîțea
     Ucraineană (99,5%)
     Alte limbi (0,5%)
Conform recensământului din 2001, majoritatea populației localității Berejnîțea era vorbitoare de ucraineană (99,5%), existând în minoritate și vorbitori de alte limbi.